# Bazuna (festiwal)
Ogólnopolski Turystyczny Przegląd Piosenki Studenckiej „Bazuna” – cykliczna, rokroczna impreza o charakterze konkursu piosenki, odbywająca się od roku 1971 w różnych miejscowościach na północy Polski takich jak: Gdańsk, Elbląg, Gniew, Malbork, Kwidzyn, Sopot, Przywidz. Wydawane są płyty i śpiewniki z repertuarem prezentowanym na Przeglądzie.
Przegląd jest od początku organizowany przez Studencki Klub Turystyczny Politechniki Gdańskiej Fify,  z inicjatywą zorganizowania imprezy wystąpił w 1969 ówczesny prezes klubu FIFY, Edmund Kadłubiski.
Jubileuszowy, 50. przegląd odbył się w dniach 7-10 lipca 2022 na terenie kampusu Politechniki Gdańskiej na dwóch scenach: przed Gmachem Głównym oraz w klubie Kwadratowa.

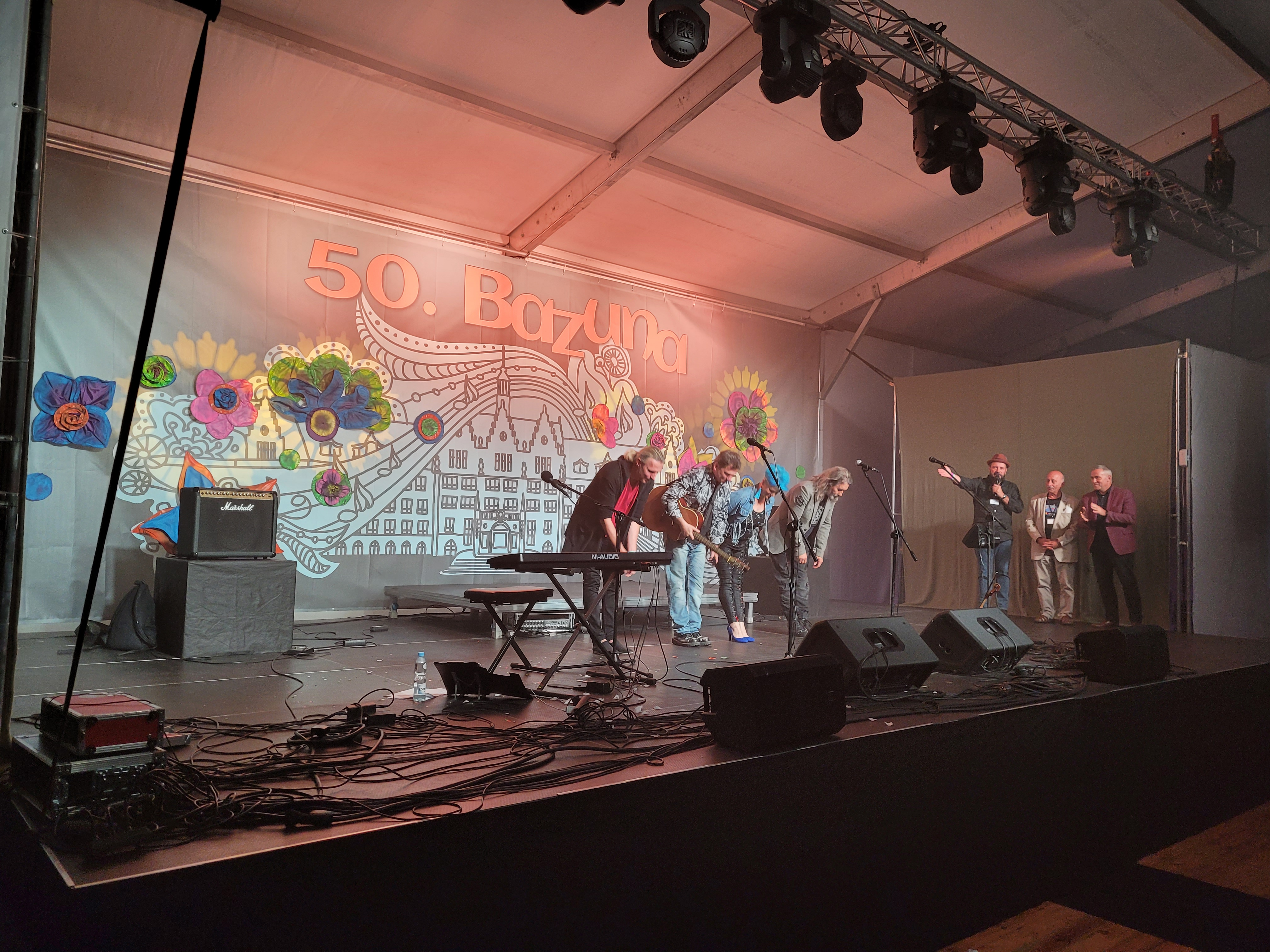
Lubelska Federacja Bardów, finałowy koncert jubileuszowego 50. Festiwalu Bazuna, Politechnika Gdańska